# Maják na ostrově Faros
Maják, který se nacházel v Egyptě na malém ostrůvku Faros u vjezdu do alexandrijského přístavu, měl být svého času nejvyšší stavbou starověkého světa. Počítá se k sedmi divům světa. Maják na ostrově Faru patří ke stavbám, jejichž vzhled není možno rekonstruovat, protože vyjma toho, že se z něj nic nezachovalo, neexistují ani jeho spolehlivé popisy. Nejznámější starověkou kresbou tohoto majáku je jeho znázornění na mincích z doby vlády římských císařů Antonina Pia a Commoda ve 2. století n. l.
Stavba měla podle všeho 3 části: Dolní čtvercová část majáku měla výšku 55,9 metrů, prostřední část s osmi hranami měla výšku 22,1 metrů a poslední kulatá část 7,4 metrů. Za nejnižší a patrně i nejpravděpodobnější výšku bývá v literatuře udáván rozměr 117 metrů.

## Popis stavby
Stavbu navrhl Ptolemaios Sótér, ale dokončena byla až za vlády jeho syna Ptolemaia Filadelfa. Architektem celého projektu byl Sostratu, což ale neznamená, že na projektu pracoval sám. S prací mu pomáhalo spousta dalších stavitelů a architektů. Podle popisu známého z Plinia staršího (Plinius však čerpal z jiného, dnes již neznámého díla) měla stavba čtvercový půdorys s délkou stran mezi 180 a 190 metry. V těchto rozměrech měl existovat dvoupatrový palác, který měl mít v každém rohu věž. O velikosti těchto věží není nic známo. Uprostřed chrámu byl umístěn vlastní maják, který tvořila čtverhranná zužující se věž neznámých rozměrů. Výška této věže bývá odhadována mezi 60 a 80 metry. Předpokládá se, že sloužila jako pevnost a že byla zakončena cimbuřím. 

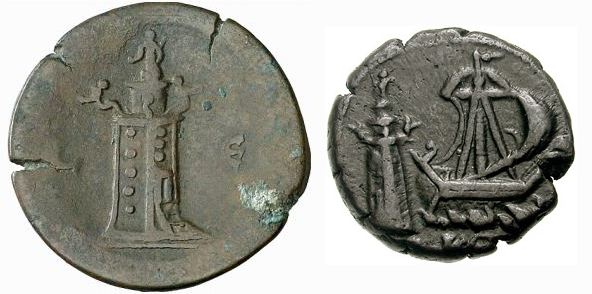
Mince s vyobrazením majáku (2. století n. l.)

Na této věži byla umístěna užší, pravděpodobně osmiboká věž, ukončená kamennou plošinou s otevřenou sloupovou síní (peristylem). Strop této síně tvořila pravděpodobně pyramidová věž, jejíž vrchol tvořila socha Poseidóna. Ve sloupové síni bylo zrcadlo, které odráželo sluneční paprsky a v noci zde byl zapalován oheň. Celková výška stavby není nikde udávána, jediný údaj, z něhož lze tuto výšku dopočítat, je vzdálenost, na jakou bylo světlo z tohoto majáku viditelné. Intenzita světla není neznámá, protože lze zjistit, jakou intenzitu mohli tehdy Egypťané získat. U vzdálenosti však vzniká problém, protože ji starověcí autoři často pouze odhadovali. Největší viditelnou vzdálenost udává Flavius Josephus. Ten tvrdí, že světlo z tohoto majáku bylo vidět na vzdálenost tři sta stadií, což je mezi 53 a 56 kilometry (podle toho, zda se použije attická či římská stadie). Pokud se tento údaj aplikuje, pak získáme 180 metrů. Tato výška však patrně přesahovala stavební možnosti tehdejšího světa, proto se moderní věda přiklání k údajům udávaným jinými, méně známými autory. Aplikace jejich údajů pak poskytuje různé odhady. Stavba měla podle všeho 3 části: Dolní čtvercová část majáku měla výšku 55,9 metrů, prostřední část s osmi hranami měla výšku 22,1 metrů a poslední kulatá část 7,4 metrů. Za nejnižší a patrně i nejpravděpodobnější výšku bývá v literatuře udáván rozměr 117 metrů. I tato výška znamená, že maják byl nejvyšší stavbou nejen tehdejšího světa, ale i celého starověku. S aktualizací do dnešní doby by tato výška znamenala výšku srovnatelnou se 40-patrovým mrakodrapem. Zároveň by to znamenalo, že Maják na ostrově Faru byl nejvyšším majákem všech dob. Výška tohoto majáku tak byla demonstrací síly a možností, praktický význam pro výšku majáku končí kolem výšky padesáti metrů.
Taktéž o použitém stavebním materiálu není nic známo, podle Strabóna byl maják vystavěn z bílého kamene, podle Plinia a některých dalších údajů z bílého mramoru. Domněnka, že šlo o bílý mramor, byla potvrzena některými archeologickými nálezy.

## Historie

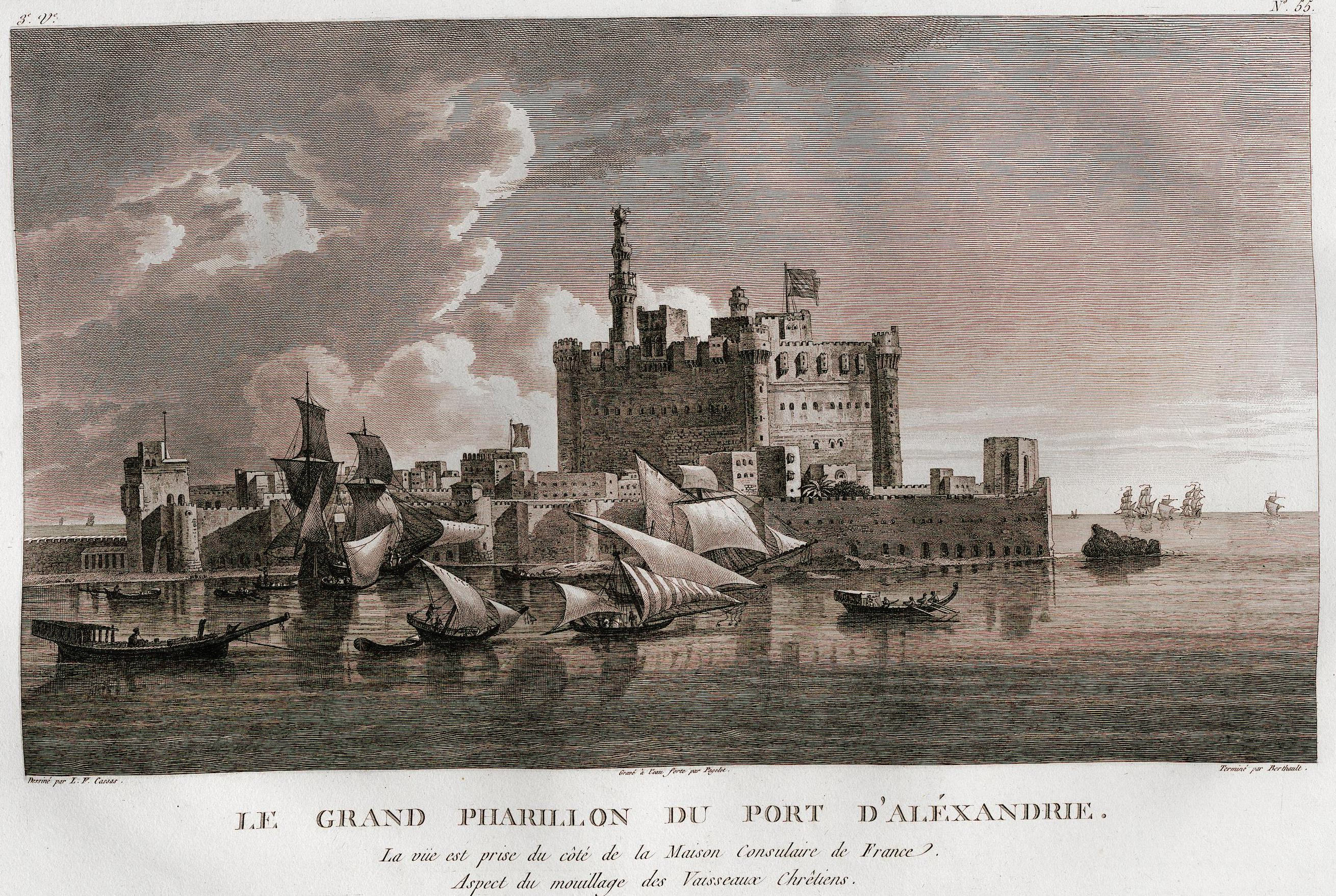
Ostrůvek Faros a citadela Kajt Bej na kresbě z konce 18. století

Nedostatek údajů provází i historii této stavby. Usuzuje se, že stavba byla zahájena někdy kolem roku 300 př. n. l. a k dokončení došlo v roce 280 př. n. l.. Stavba by tak byla provedena za vlády prvních dvou Ptolemaiovců, za architekta je považován Sóstratos.
K prvnímu výraznějšímu poškození došlo až po dobytí Alexandrie Římany. Caesarem byla stavba pravděpodobně snížena, protože při dobývání došlo k poškození nejvyšších pater a maják přestal být udržován v původním rozsahu. Ve 4. století maják poškodilo zemětřesení a přestal zde být udržován oheň. V 7. století byl ještě díky své bílé barvě využíván jako denní maják. Koncem 10. století Alexandrii postihlo další zemětřesení, které tento maják ještě více snížilo.
Ve 13. století ztratil i význam denního majáku, neboť se změnily podmínky a původní přístav zanesl písek. V tomto období ho lidé začali rozebírat a používat jako stavební materiál. Definitivně ho zničilo zemětřesení roku 1326. Dnes na jeho místě stojí mohutná středověká pevnost Kajt Bej (arabsky قلعة قايتباي) z roku 1480, na jejíž stavbu byl použit i materiál z tohoto majáku.
Maják poté zcela zmizel a nebylo známo, kde přesně se nalézal, teprve v roce 1962 amatérský potápěč náhodou objevil jeho trosky.